# Derailleur

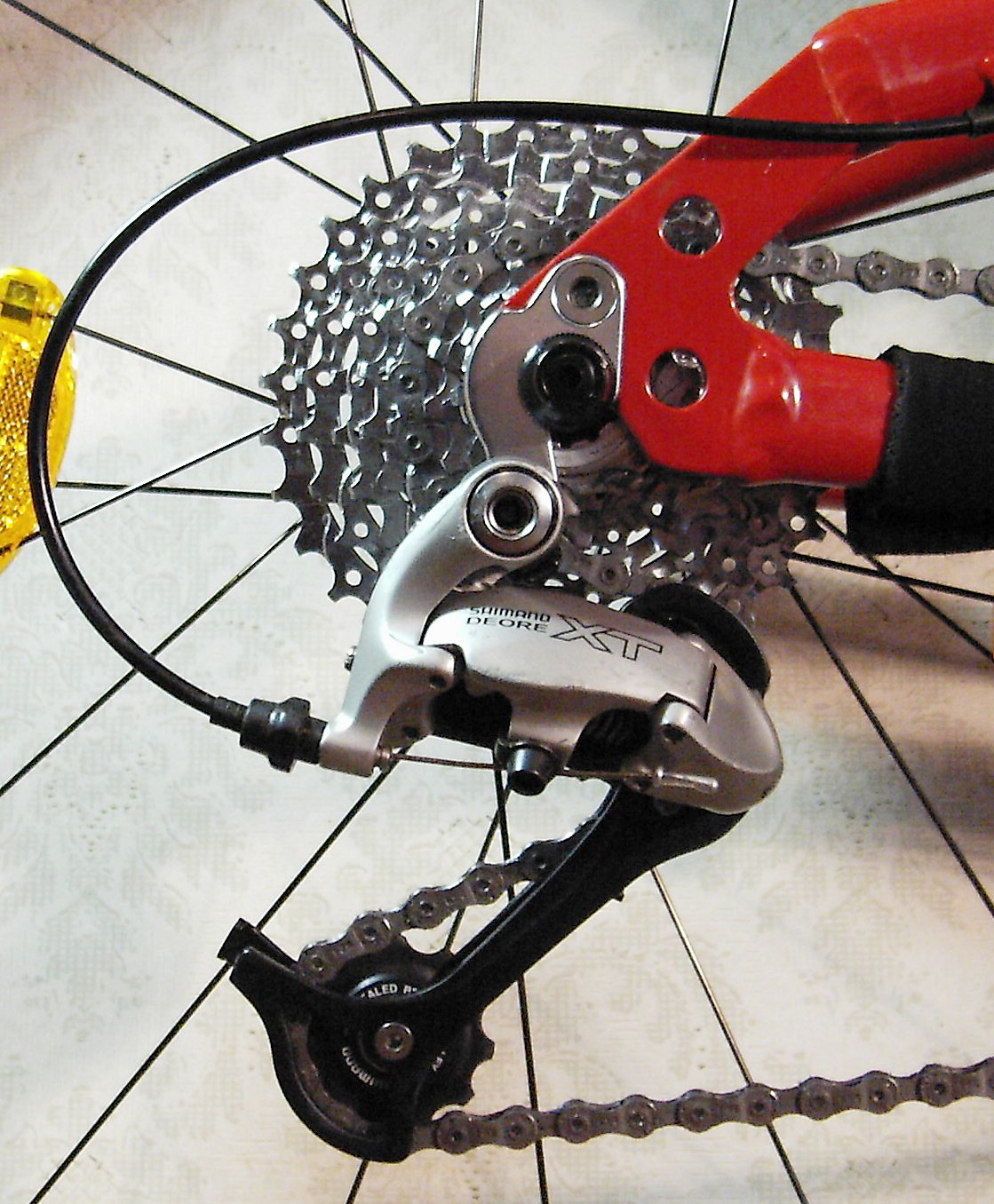
Achterderailleur

Een derailleur is een vorm van  fietsversnelling en een onderdeel van een fiets waarmee tijdens het fietsen de fietsketting van het ene kettingwiel naar het andere kettingwiel kan worden gebracht, zodat het verzet van de fiets te beïnvloeden is. Er kan onderscheid worden gemaakt tussen een achter- en een voorderailleur. Met behulp van een versteller kan de derailleur worden bediend. Shimano, Campagnolo en SRAM zijn thans (2011) de meest gebruikte merken derailleurs.
De meest voorkomende andere manier van een versnelling op een fiets is de naafversnelling.

## Achterderailleur
Een achterderailleur zit bij de kettingwielen (cassette) op het achterwiel. Deze derailleur heeft vrijwel altijd twee kettingwieltjes waarover de ketting geleid wordt. Deze wieltjes worden door een veermechanisme naar achteren gedrukt zodat de ketting bij het kiezen van de verschillende combinaties voortdurend onder spanning blijft. De achterderailleur regelt dus de spanning, en beweegt met de grootte van de kettingwielen mee; voor het grootste kettingwiel is immers meer ketting nodig dan voor het kleinste kettingwiel. De derailleur wordt met een bout gemonteerd op de derailleurhanger. Hiervan zijn er honderden soorten, elk fietsmerk gebruikt zijn eigen vorm(en). Stalen fietsen hebben een hanger die onderdeel van het frame is. De meeste derailleurfietsen hebben thans demonteerbare hangers.

## Voorderailleur

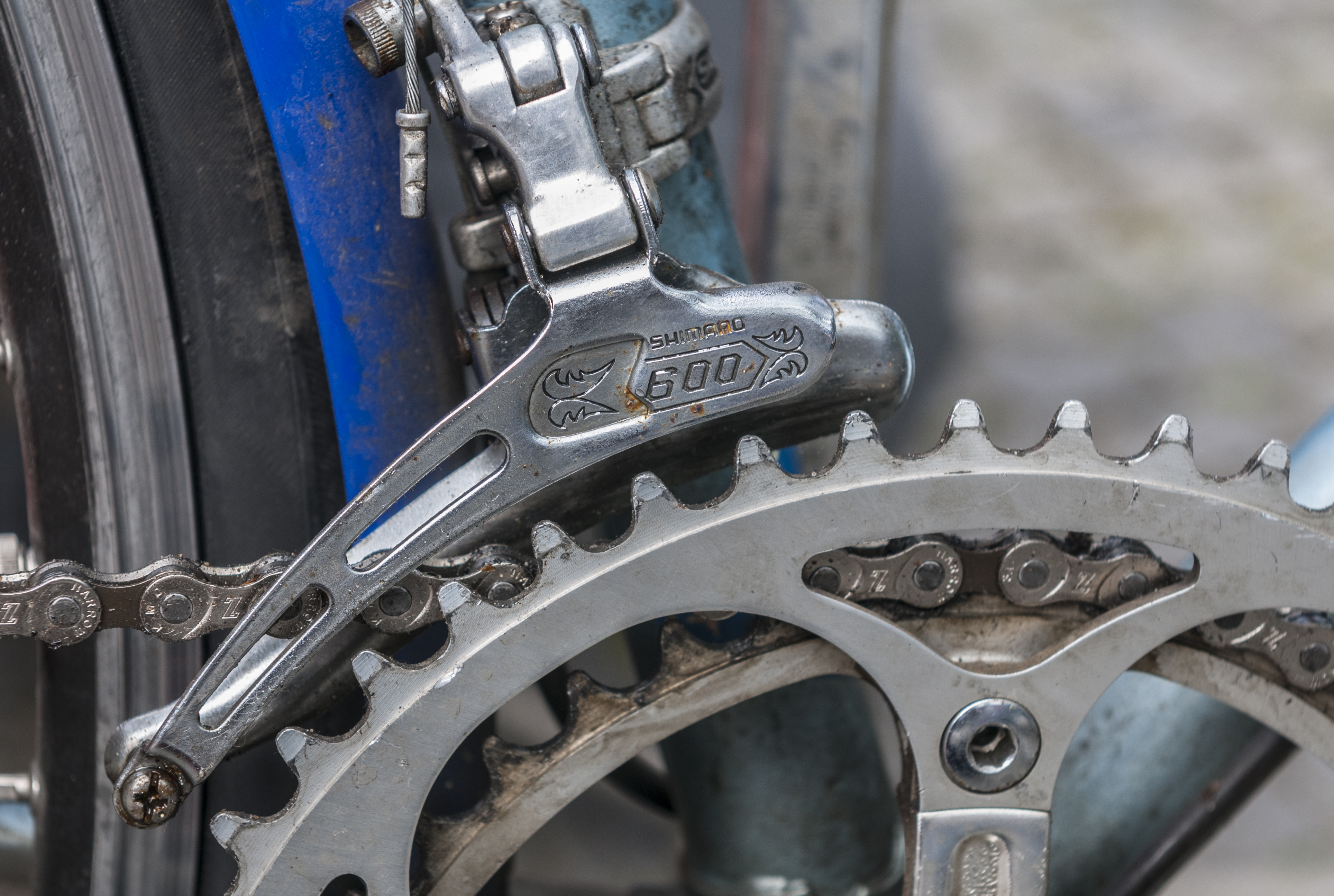
1980: Shimano 600

De voorderailleur kan de ketting van de op de trapas gemonteerde kettingbladen laten wisselen. Deze derailleur is niet meer dan een geleidebeugel. Het is hier niet nodig de ketting onder spanning te houden, want daarin voorziet de achterderailleur reeds.

## Afstelling
Een derailleur dient goed afgesteld te staan. Als dit niet het geval is, loopt de ketting niet recht over de kettingwielen waardoor het geheel gaat ratelen. Daardoor gaat tijdens het trappen energie verloren en ontstaat sneller slijtage. Een verkeerde afstelling kan er ook toe leiden dat de ketting van de kettingwielen raakt, waardoor onder meer ernstige schade aan het achterwiel kan optreden.

## Versnellingen
Het aantal versnellingen wordt gevonden door het aantal kettingwielen voor en achter met elkaar te vermenigvuldigen. Zijn er acht kettingwielen achter aanwezig en drie voor, dan geeft dit 24 mogelijke combinaties en - dus - 24 versnellingen. In de praktijk zijn er echter minder versnellingen beschikbaar. Dit daar niet elke combinatie bruikbaar/geschikt is. Wordt de ketting namelijk achter op het binnenste kettingwiel en voor op het buitenste blad (of andersom) ingesteld, dan loopt de ketting te schuin om efficiënt te kunnen draaien en treedt er grote slijtage op aan ketting en -wielen (zie ook kettinglijn).

## Geschiedenis
De eerste experimenten met versnellingssystemen voor fietsen dateren uit de jaren 80 van de 19de eeuw. In het begin van de 20e eeuw waren dit meestal naafversnellingen; Engeland was het belangrijkste productieland. De Fransen experimenteerden veel met derailleurs. Derailleurs vonden pas echt ingang, toen de Fransman Lucien Juy van Simplex de kabelderailleur introduceerde.  In de Ronde van Frankrijk werden  derailleurs voor het eerst toegestaan in 1937. Het Italiaanse bedrijf Campagnolo experimenteerde vanaf 1949 met een achterderailleur op basis van een vervormbaar parallellogram. Na veel prototypes, die alleen door coureurs gebruikt werden, kwam  in 1953 de productie van die derailleur, de "Gran Sport", op gang en had onmiddellijk veel succes. Begin jaren zeventig kwamen Japanse firma's als Shimano en SunTour naar Europa.